# Tunel Średnicowy
Der Tunel Średnicowy (deutsch Durchmesser-Tunnel, iSv: Tunnel einer Durchmesserlinie) ist ein Eisenbahntunnel in Warschau. Er verläuft im Stadtbezirk Śródmieście und hat zusammen mit einem sich anschließenden gedeckelten Trassentrog eine Länge von 2310 Metern. Der Tunnel ist Teil der Linia Średnicowa, die in der Zwischenkriegszeit gebaut wurde, um die beiden großen Warschauer Kopfbahnhöfe auf der Ost- und Westseite der Weichsel zu verbinden.

## Verlauf

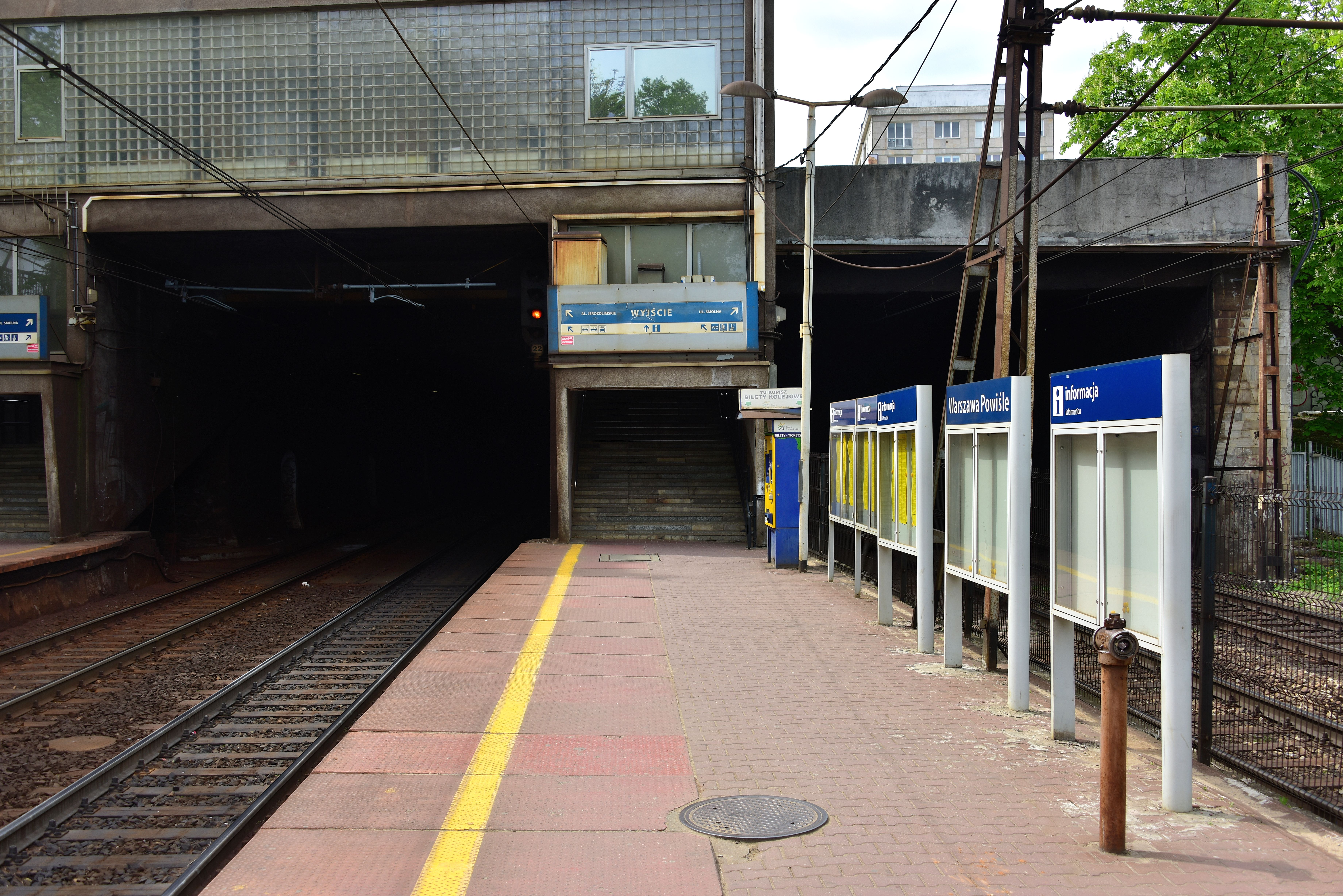
Portal auf der Ostseite des Tunnels. Links (nördliche Seite, Haltestelle Warszawa Powiśle) befindet sich die Einfahrt der Vorortbahnen, die rechte Einfahrt (keine Haltestelle) wird vom Fernverkehr genutzt

Die Gesamtanlage besteht aus einem Tunnel und einem abgedeckten Trog, es werden zwei unterirdische Bahnhöfe bedient. Die unterirdische Trasse erstreckt sich in Ost-West-Richtung von der an der Weichselböschung gelegenen Haltestelle  Warszawa Powiśle bis zur Haltestelle Warszawa Ochota im Westen der Stadt. Innerhalb des Doppeltunnels verlaufen je zweigleisig Fernstrecken (Nordseite) und Vorortlinien (Südseite). Die Tunneltrassen verlaufen durch die unterirdischen Bahnhöfe Warszawa Centralna und Warszawa Śródmieście. Der eigentliche Tunnel (Tunnelbauwesen) verläuft von Warszawa Powiśle bis zu den unterirdischen Bahnhöfen und verfügt über eine Länge von 1175 Metern.
Nach dem Eintritt in die Weichselböschung verläuft der Tunnel zunächst unterhalb der Aleje Jerozolimskie, um ab dem Rondo Romana Dmowskiego parallel an der Nordseite der Aleje Jerozolimskie unter der Südplatte der Außenanlagen des Kulturpalastes die beiden unterirdischen Bahnhöfe zu durchlaufen. Neben den beiden Einfahrten verfügt der Tunnel über mehrere Not- und Wartungszugänge.

## Geschichte

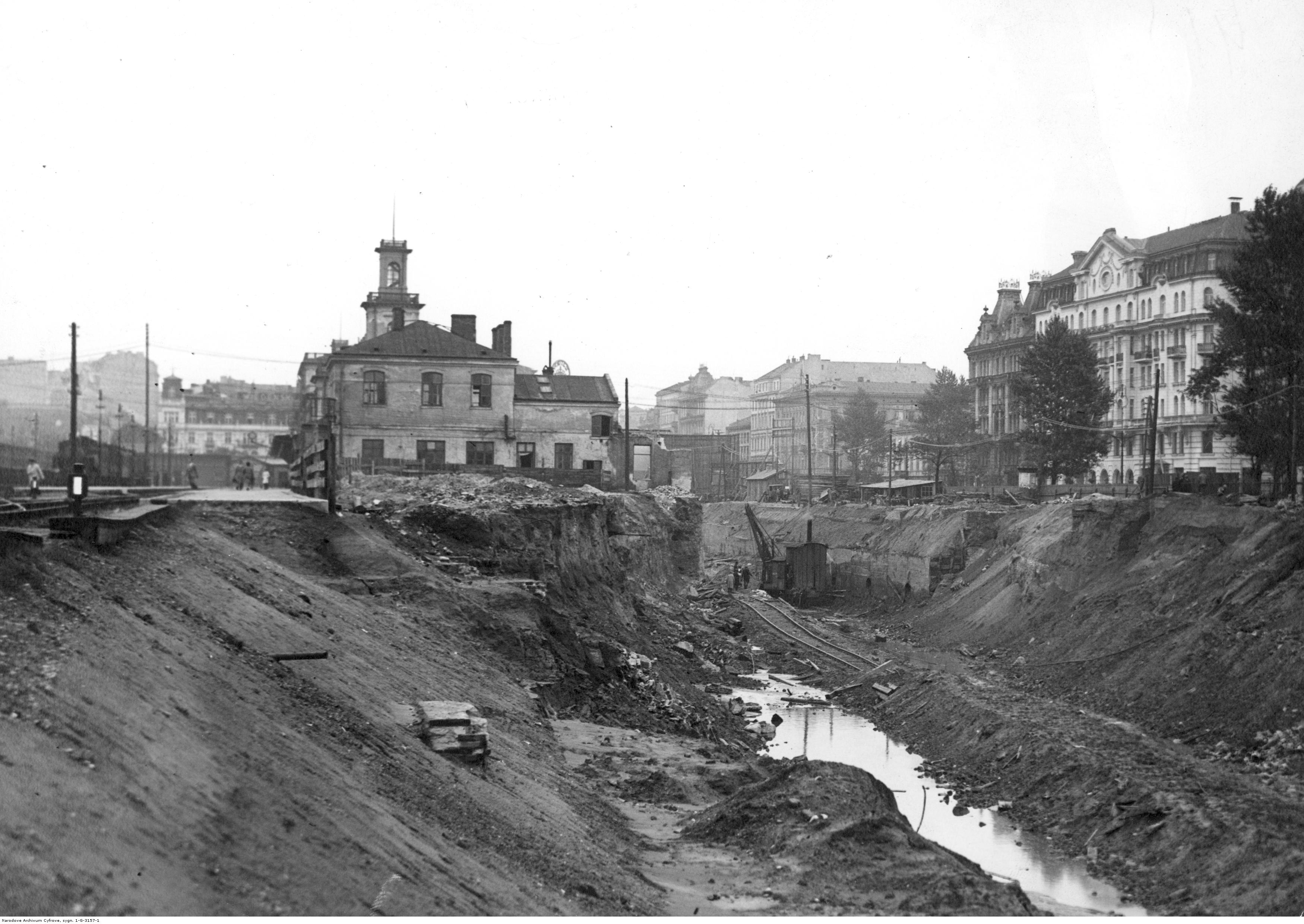
Tunnelbau 1931. Ausgehobener Graben in ostwärtiger Richtung, in der Mitte das Gebäude des teilweise bereits abgerissenen Dworzec Wiedeński

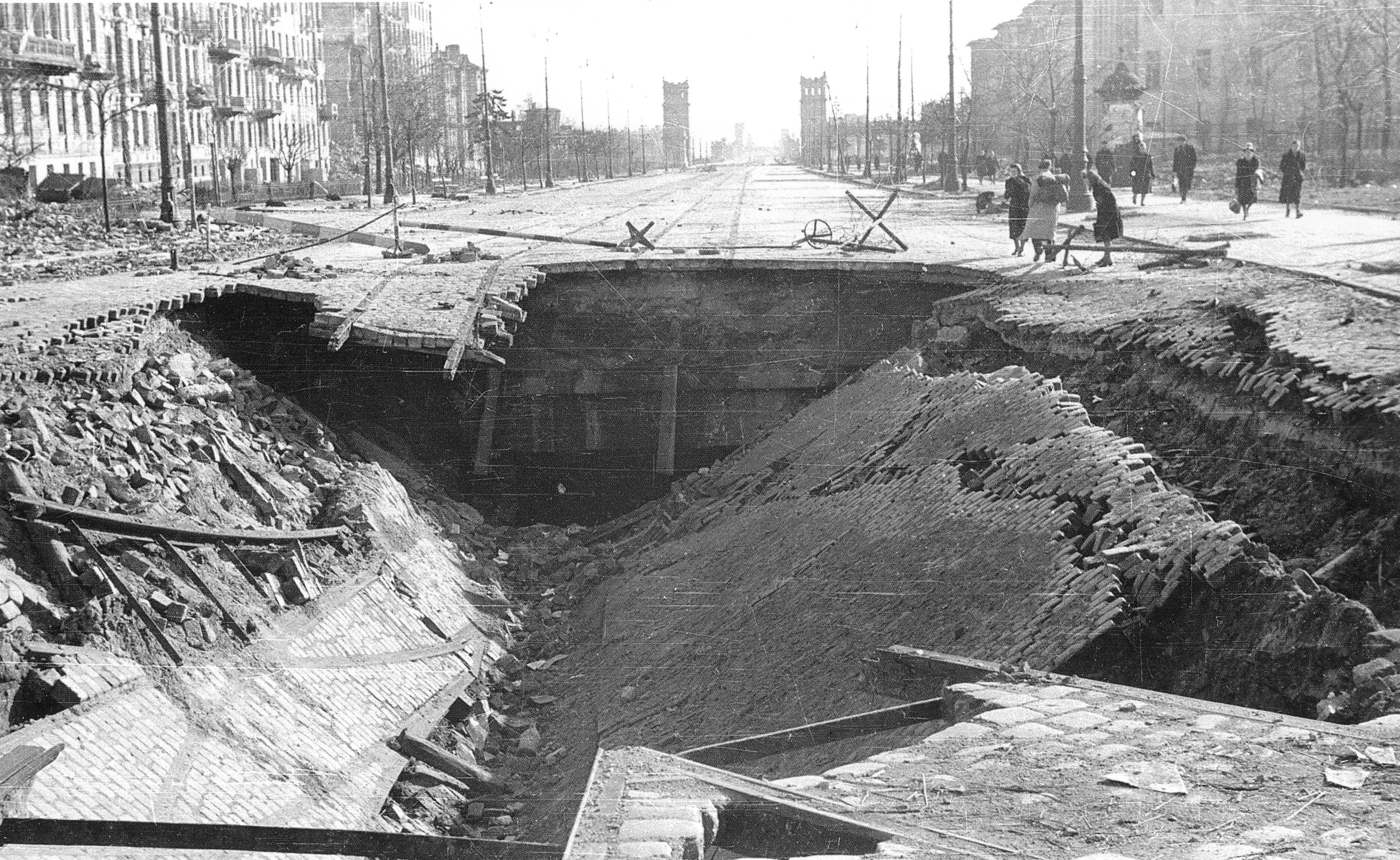
Eingestürzter Tunneldeckel an der Aleje Jerozolimskie zum Ende des Zweiten Weltkriegs

Im Jahr 1884 stellten die Ingenieure Stanisław Rohn und Stefan Zieliński ein erstes Tunnelprojekt unter der Aleje Jerozolimskie vor, der Teil einer Verbindungsstrecke zwischen den damaligen Bahnhöfen Dworzec Terespolski im Osten und Dworzec Wiedeński im Westen der Weichsel  sein sollte. Die Idee konnte sich nicht durchsetzen. Eine 1898 eingerichtete Kommission unter Ferdynand Rydzewski zur Entwicklung eines Konzeptes für einen neuen Hauptbahnhof (Dworzec Główny) mit der Schaffung eines Eisenbahnknotens in der Stadtmitte nahm den Vorschlag der Untertunnelung der Al. Jerozolimskie erneut auf. 1903 wurde dem russischen Eisenbahnministerium ein Entwurf zur Genehmigung vorgelegt, konnte wegen fehlender Mittel aber nicht umgesetzt werden. Erst 1913 wurde die Baugenehmigung erteilt; der Ausbruch des Ersten Weltkriegs unterbrach jedoch alle Arbeiten. Im Juli 1919 verabschiedete der polnische Sejm einen Beschluss zum Bau der Linia Średnicowy, der neben der Errichtung einer Weichselbrücke (Most Średnicowy) auch die Anlage des Innenstadttunnels umfasste. Ein neuer Entwurf wurde 1921 genehmigt und der Bau begann drei Jahre später. Die feierliche Eröffnung des Tunnels fand am 2. September 1933 statt. Zunächst wurden dampfgetriebene Lokomotiven eingesetzt, die allerdings zu einer problematischen Rauchentwicklung im Tunnel führten; am 15. Dezember 1936 konnte nach erfolgter Elektrifizierung der Strecke auch der erste elektrisch angetriebene Zug den Tunnel befahren.
Im Kriegsjahr 1944 wurde der Tunnel schwer beschädigt. Nach dem Wiederaufbau ging er Anfang 1949 teilweise wieder in Betrieb. Die feierliche Eröffnung aller Gleise des Tunnels fand im Juni 1949 statt. Mitte der 1980er Jahre erfolgten Reparaturarbeiten an den Dämmungen des zunehmend sanierungsbedürftigen Tunnels. Dazu wurden die Aleje Jerozolimskie und der Rondo Dmowskiego gesperrt und aufgegraben. Ansonsten erfolgten kaum Erhaltungsmaßnahmen, so dass im Jahr 2003 aufgrund des schlechten Zustandes die Streckengeschwindigkeit auf 20 km/h reduziert werden musste. Am 1. Juli 2006 begann eine umfangreiche Sanierung der Anlage, die Anfang 2007 abgeschlossen war; die Höchstgeschwindigkeit wurde auf 60 km/h heraufgesetzt. Im Laufe der 2020er Jahre werden zusätzliche Erweiterungs- und Modernisierungsbauarbeiten im Tunnel durchgeführt; wegen der jahrelangen Bauarbeiten wird es zu erhebliche Beeinträchtigungen beim Fahrbetriebs und der teilweisen Verlegung von Trassen sowie Bahnhöfen kommen. Im Jahr 2018 wurde von den PKP PLK ein entsprechender Vertrag unterzeichnet. Unter anderem ist geplant, dem Bahnhof Warszawa Śródmieście zwei weitere Gleise hinzuzufügen und einen unterirdischen Zugang zur Station Centrum der Warschauer Metro zu bauen.